# Aishō
Aishō (japanska: 愛荘町?, Aishō-chō) är en landskommun i Shiga prefektur i Japan. Kommunen bildades 2006 genom en sammanslagning av kommunerna Echigawa och Hatashō. Namnet Aishō är bildat av första tecknet i Echigawa (愛知川) and andra tecknet i Hatashō (秦荘).

## Vänort
West Bend, Wisconsin, USA